# Yasser Abdel Rahim
Yasser Abdel Rahim (en arabe : ياسر عبد الراحم), né en 1977, est un militaire syrien et un chef rebelle de la guerre civile syrienne.

## Biographie

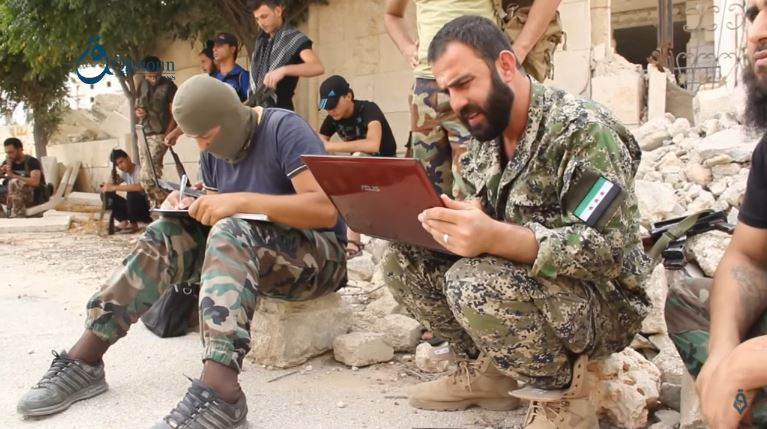
Le major Yasser Abdel Rahim, chef militaire de Faylaq al-Cham, et plusieurs de ses combattants préparant des tirs d'artillerie contre les positions tenues par les YPG à Alep, le 2 octobre 2015.

Né en 1977, Yasser Abdel Rahim est major dans l'armée syrienne lorsque débute la guerre civile syrienne. Il fait défection au début du conflit et rejoint l'opposition : il prend alors le commandement militaire du groupe Faylaq al-Cham et dirige en 2016 Fatah Halab, la principale coalition rebelle à Alep,,,,.
En 2016, il commande la Chambre d'opérations de Marea.
En mai 2017, il fait partie de la délégation de l’opposition armé lors des négociations à Astana. Il se retire cependant des pourparlers en dénonçant le rôle joué par l'Iran dans la mise en place des zones de sécurité : « Les Iraniens tentent de se présenter et d’agir en tant que garants. C’est quelque chose que nous ne pouvons accepter. Depuis le premier jour, ils tuent des civils sur le terrain ».
En janvier 2018, il est membre du centre des opérations conjointes lors de la bataille d'Afrine,. Il fait ensuite partie des délégations des groupes rebelles qui prennent part aux négociations d'Astana.
Début 2018, Yasser Abdel Rahim est destitué de son commandement de Faylaq al-Cham. Il rejoint alors Faylaq al-Majed, dont il devient le commandant militaire. En octobre 2019, il participe à l'opération Source de paix. Il apparaît notamment sur une vidéo où des rebelles de Faylaq al-Majed insultent et menacent une combattante des YPJ faite prisonnière. 
Selon l'Observatoire syrien des droits de l'homme (OSDH), en janvier 2020 Yasser Abdel Rahim fait partie du contingent de combattants syriens envoyés par la Turquie en Libye pour soutenir le gouvernement de Fayez el-Sarraj lors de la bataille de Tripoli.